# باسيلوصور
باسيلوصور (بالإنجليزية: Basilosaurus)‏ ينتمي إلى رتبة الحيتان القديمة، عاش في عصر الإيوسيني من حوالي 37-42 مليون سنة، اكتشف في وادي الحيتان في مصر كما عثر عليه أيضا في آسيا وأمريكا الشمالية وأوروبا ونيوزلندا. كان يتغذى على الأسماك وحيتان الدوريودون الأصغر، وقد بلغ طول هذا الحوت 18 متر، وكان يسبح مثل الثعابين، وجدت حفريات تلك الحيتان على شكل حرف S ويرجع ذلك لان عضلات عموده الفقري لم تكن قوية جدا كما أنها وجدت مقلوبة على ظهرها مما يرجح انها طفت بعد موتها واستقرت في هذا الوضع.
وقد اكتشف العالم بيدنل حفريات وادي الحيتان عام 1902 وما بين عامي 1983 و 2007 قام العديد من علماء الحفريات المصريين والآمريكيين بتسع رحلات استكشافية، حدد خلالها فريق العمل ما يزيد عن 400 موقع حفري ما بين هياكل حيتان وعرائس البحر بوادي الحيتان وخلال عام 1989 تم اكتشاف أول اقدام وارجل لحوت مائي.

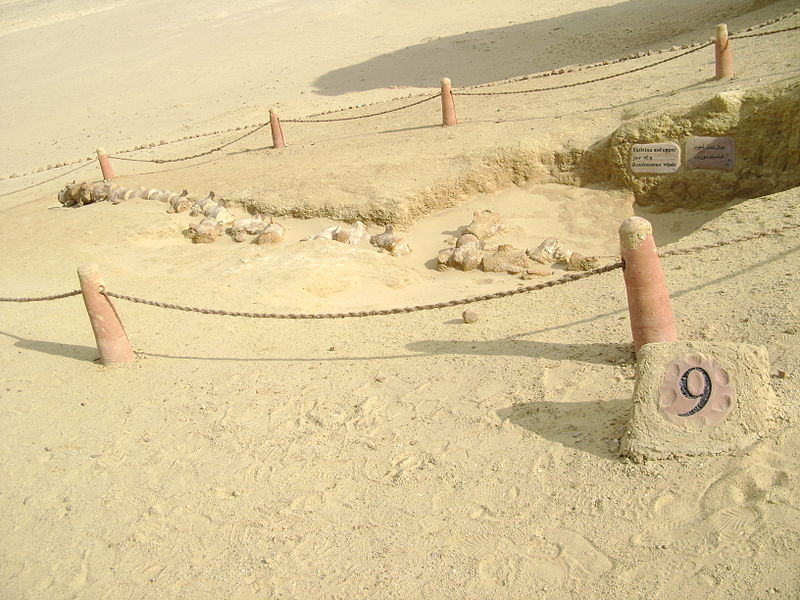
هيكل حوت الباسيلوصور في وادي الحيتان- مصر

حين اكتشف لأول مرة حفرية الباسيلوصور في لويزيانا في جنوب الولايات المتحدة اعتقد أنها حفرية لزاحف لذلك أطلق عليها باسيلوصور والتي تعني ملك السحالي. ولكن بعد ذلك وجد أنها حفرية لثدي بحري.

## تطور الحيتان الحديثة
أفادت هياكل الحيتان المتحفرة في وادي الحيتان على الإجابة على عدد من الأسئلة الهامة والتي تفيد في عملية التطور في الحيتان، حيث أن الحيتان التي تعيش حاليا في المحيطات هي ثدييات تتنفس الهواء والأدلة التي أمكن استنتاجها من وادي الحيتان وغيرها من المواقع الهامة في العالم مثل منطقة باكستان أن أصل هذه الحيتان هو حيوان ثديي ذو أربعة ارجل يعيش على اليابسة. ولسبب ما انتقل إلي الماء ليعيش داخل البحر.
ارتفعت درجة حرارة الأرض بصورة كبيرة وسريعة في بداية عصر الإيوسين (55 مليون سنة) عنها في أي حقبة جيولوجية أخرى خلال التاريخ الجيولوجي للأرض. وهذا التغير السريع في مناخ الأرض أرغم بعض الحيوانات الثديية التي تعيش على اليابسة إلى البحث عن بيئات جديدة. حيث أصبح شاطئ البحر من أهم الأماكن في وجود الطعام وبعد مرور الوقت اعتمدت الحيوانات الثديية على اليابسة في غذائها على الأسماك الموجودة بوفرة على شاطئ البحر والتي بعد ذلك أصبحت لها القدرة على الحركة تحت سطح الماء بحثا عن الطعام، كانت حيتان العصر الأيوسيني مختلفة عن حيتان العصر الحديث لذا صنفت في تحت طائفة مستقلة.
وقد كان الحوت القديم الباسيلوصور هو أول حوت يوصف بأطراف خلفية كأثر لوجودها السابق على اليابسة. وتشمل الهياكل المكتشفة بقايا الأصابع، الكاحل، غطاء الركبة وكذلك عظام القدم العلوية والسفلية والحوض. وقد وجدت عظام القدم الأمامية والخلفية في هياكل يصل طولها إلى 18 متر ولكن تلك الأطراف لا تتعدى المتر طولا. كما وصلت أوزان تلك الحيتان إلى أطنان عديدة كانت معها تلك الأطراف عديمة الفائدة في المشي من حيث الطول والقوة. كما أظهر تشريح جمجمة أقل كفاءة في السباحة.
إن تطو الحيتان من اليابسة من الحيوانات الثديية التي كانت تعيش على اليابسة توضح أن تطور الحياة على مرور الزمن كان يعتمد على الظروف التي كان يعيش فيها الكائن الحي، كما أن التحديات والتغيرات المفاجئة في البيئات القديمة تسببت في زيادة عدد أنواع الكائنات الحية الموجودة حاليا.
تعد الحيتان القديمة الموجودة بوادي الحيتان دليلا هاما على تطور هذه الحيتان. فحوت الباسيلوصور الذي يعيش في المياه والدورديون بأرجلها وأقدامها الصغيرة تظهر لنا التحول من الحياة على اليابس إلي البحار وهو تحول ناجح. يعتبر حوت الباسيلوصور من أضخم الحيتان القديمة المعروفة وقد يكون هو أول حوت ضخم انتقل للعيش في بيئة المحيطات بعيدا من الشواطئ حيث تطورت الحيتان الأكثر قدما.
|  |  |

## الحيتان الحديثة
يتم تصنيف الحيتان تبعا لطائفة الثدييات المعروفة بالحيتان هذه الطائفة لها نفس صفات الثدييات كما أنها تتفرع إلي ثلاث فروع اثنان موجدان والثالث منقرض ومن هذه الحيتان المنقرضة ما نراه في وادي الحيتان تحت رتبة اركيوسيتي (الحيتان البدائية) (بالإنجليزية: حيتان قديمة)‏ أما رتبة اودنتسيتي (ذات الأسنان) (بالإنجليزية: حيتان مسننة)‏ فهي الحيتان تحت ذات الأسنان التي تعيش الآن مثل الدرافيل والحيتان القاتلة.
أما رتبة ميستيستي فهي الحيتان الفكية (بالإنجليزية: Baleen whales)‏ التي تملك هيكل يشبه المصفاة بفمها بدلا من الأسنان، يقوم بفصل الطعام من مياه البحر مثل الحوت الأزرق أسلاف الحيتان الحديثة من رتبتي (اودنتسيتي وميستيستي) (بالإنجليزية: حوت باليني)‏ وتظهر الحفريات أن هذا الانقسام تم ما بين 30-35 عام خلال عصر الأوليجوسين.
تظهر تحت رتبتا الحيتان الموجودة حاليا استراتيجيات مختلفة للبقاء في المحيطات حيث انخفضت الحرارة كثيرا بنهاية عصر الأيوسيني مما دفعها للتحور فالحيتان الفكية نجحت في تطوير طريقة حصولها على الغذاء وهي نقطة تفوقت فيها على الحيتان ذات الأسنان.
حتى يومنا هذا أنواع كثيرة من الحيتان لديها عظام حوض وأرجل صغيرة داخل أجسامها ليست متصله بهيكلها العظمي ولكنها بقايا ورثتها عن هياكل أسلافها مثل الأطراف الصغيرة الخلفية. هذه الأرجل الصغيرة تبين مظهرا من مظاهر الماضي التي تعكس تحورات الجينات في تلك الأفراد.